# Bojong Jengkol
Bojong Jengkol is een bestuurslaag in het regentschap Bogor van de provincie West-Java, Indonesië. Bojong Jengkol telt 9658 inwoners (volkstelling 2010).